# حملة اقرأ بالهند
حملة اقرأ بالهند : هي حملة تعليمية تهدف إلى تعليم الأطفال المحرومين بجميع أرجاء الهند أساسيات القراءة والكتابة والحساب (المهارات الثلاث الأساسية).

## معلومات تاريخية
تأسست حملة اقرأ بالهند على يد المربي والمعلم مادهاف شافان.

## وصلات خارجية
- Official site